# Roy López
Roy Jacob López (Tempe, Arizona, 7 de agosto de 1997) más conocido como Roy López, es un jugador profesional estadounidense de fútbol americano que se desempeña en la posición de defensive tackle en Arizona Cardinals, equipo de la National Football League (NFL).

## Carrera
Fue seleccionado en la sexta ronda en la Reunión Anual de Selección de Jugadores de la NFL de 2021. Hizo su debut profesional con el equipo Houston Texans, en el cual jugó tres temporadas (2021-2023), luego pasó a Arizona Cardinals, donde lleva jugando una temporada.